# Josip Crnić
Josip Crnić, hrvatski reprezentativni rukometaš
S mladom reprezentacijom 2006. osvojio je zlato na europskom prvenstvu.
S mladom reprezentacijom 2007. osvojio je srebro na svjetskom prvenstvu. Hrvatska mlada reprezentacija je za taj uspjeh dobila Nagradu Dražen Petrović.